# Conachair
Conachair är ett berg i Storbritannien.   Det ligger i kommunen Yttre Hebriderna och riksdelen Skottland. Toppen på Conachair är 430 meter över havet. Conachair är den högsta punkten på ön Hirta i ögruppen St Kilda.